# Rumba congolaise
Pour les articles homonymes, voir Rumba (homonymie).
La rumba congolaise est un genre musical apparu en république du Congo et en république démocratique du Congo vers la fin des années 1930. Le mot rumba dérive du mot kikongo Nkumba, langue officielle du groupe ethnique Kongo. La rumba congolaise est liée au sous-genre musicale son cubain. Le son cubain est lui même influencé par le Palo Kongo. Cette tradition afro cubaine est issue du royaume Kongo. Le Palo Kongo a eu une forte influence sur les formes de musique populaires comme la rumba, le son cubain et le mambo à Cuba. Les afro-cubains tels que Arsenio Rodriguez, dont le grand-père était d’origine Kongo, né à Güira de Macurijes, Matanzas, ont utilisé les sonorités traditionnelles Kongos. Les rumbas cubaine et congolaise sont connectées par des racines communes issues de l’Afrique centrale. Les principaux instruments utilisés dans la rumba cubaine sont bantous et Kongo, tels que le Conga drum, yuka drum, Yambu, makuta,,.
Les décennies qui suivent l'indépendance des deux pays, à partir de 1960, sont l'âge d'or de la rumba congolaise. On peut citer parmi ses représentants les formations Les Bantous de la capitale, TP OK Jazz, des musiciens tels que Paul Kamba, Pamélo Mounka, Franco, Jean-Serge Essous, Tabu Ley Rochereau, Moundanda, Youlou Mabiala, Papa Noël, Sam Mangwana, Wendo Kolosoy, Jimmy Zakari (en), Aurlus Mabélé, Loketo, Théo Blaise Kounkou, Madilu System, Antoine Moundanda et Michelino Mavatiku Visi. La création du groupe Zaïko Langa Langa en 1969 oriente le propos ailleurs avec le cavacha, un sébéne (sw) rythmé joué à la guitare et à la batterie, inspiré d'un train en mouvement. Parmi les membres de ce groupe, on compte Félix Manuaku Waku, Papa Wemba, N'Yoka Longo, Evoloko et Meridjo Belobi, pour ne citer qu'eux.
La rumba congolaise est protégée depuis décembre 2021 au titre de son inscription au Patrimoine culturel immatériel de l'humanité,.

## Histoire
La transplantation au Congo de la rumba cubaine s'effectue à la fin des années 1930, par un curieux aller-retour de l'histoire entre les Caraïbes et l'Afrique. Elle s'explique par le passage des cargos transatlantiques dans les ports de l'Afrique de l'Ouest, et par les échanges entre kroumen et marins cubains qui leur apportent des 78 tours de firme EMI, et notamment les disques GV de ce catalogue EMI. Cette musique pénètre dans les terres, en suivant le cours du fleuve Congo, jusque Brazzaville et Leopoldville. Le terreau se révèle propice au Congo où, contrairement à l’ancien empire mandingue (Mali, Guinée, Sénégal…), la musique n’est pas réservée à la caste des griots.
Ces 78 tours « GV », soit près de 250 titres édités, constituent le point de départ la rumba congolaise. Ils sont importés par les épiciers grecs installés dans les quartiers « indigènes » des grandes cités congolaises, qui recourent au gramophone à manivelle. Constatant le succès de cette musique, certains de ces épiciers improvisent dans leur arrière-boutique un studio d'enregistrement. C'est ainsi que Nico Jeronimis fonde les éditions Ngoma (en), qui publient en 1948 le premier tube congolais, Marie Louise, composé par un mécanicien de bateaux du fleuve Congo, Antoine Wendo Kolosoy. Rapidement, le lingala et d’autres langues syncopées de la région supplantent l’espagnol de la rumba cubaine et le français de la société bourgeoise congolaise. La rumba congolaise est née.
Les années phares de la rumba congolaise se situent entre les années 1940 et la fin des années 1950 (rumba traditionnelle), et entre le début des années 1960 et le début des années 1970 (rumba fortement imprégnée de l'identité culturelle congolaise). Luambo Makiadi modifie et donne une identité à la rumba proprement dite congolaise avec sa manière de jouer de la guitare. Elle perdure ensuite avec de grands noms, tels que Papa Wemba (Zonga Zonga), Les Bantous de la capitale et Dr Nico (Tu m'as déçu Chouchou).
Aujourd'hui, cette rumba semble avoir une variété : elle a engendré le soukous fondé par l'orchestre Sinza de Brazzaville et le ndombolo, un style de musique populaire auprès des jeunes grâce à son rythme très saccadé associant des instruments musicaux modernes importés de l'Occident, et le Ngwasuma caractérisé par une ambiance totale associant des instruments aux cris d'un atalaku. Yonda Sister - Mbuta Mutu. Les orchestres comme Extra Musica, Bana Poto-Poto, Nouvelle Ecriture, Zaïko Langa Langa, Empire Bakuba, Viva la Musica, Quartier Latin, Wenge Musica et Big Stars, incarnent la nouvelle phase de cette musique dont les artistes naissent comme des champignons. Les plus connus sont Aurlus Mabélé (le roi du soukouss), Papa Wemba (le roi de la rumba), Koffi Olomidé (le roi du tchatcho), Doudou Copa, Pierrette Adams, Patrouille des Stars, Félix Wazekwa, Werrason (Noël Ngiama), JB Mpiana, Fally Ipupa et Ferré Gola.
Le tchatcho, autrement dit la rumba de Koffi Olomidé, est le style de rumba adopté par une grande partie des artistes congolais à partir des années 1990.
La Tokooos music est un style musical contemporain créé et popularisé par Fally Ipupa. Elle est aussi appelée la rumba 2.0. Elle fusionne plusieurs styles, notamment la rumba congolaise, l'afropop, le RnB, le hip-hop, le zouk et la musique folklorique. Ce mélange permet à la musique congolaise de s’adapter aux tendances modernes et surtout à négocier le virage numérique tout en conservant son essence africaine.
Introduite officiellement à travers les albums Tokooos (2017) et Tokooos II (2020), cette musique marque un tournant dans la carrière de Fally Ipupa, dans l’évolution de la rumba et de la musique francophone. Elle se distingue par des productions électroniques modernes, des rythmes urbains, et par une approche plus internationale qui attire un large public.
Le terme Tokooos vient du lingala kitoko, qui signifie « joli ». Dans le jargon kinois, il est utilisé pour exprimer quelque chose de cool, stylé ou agréable. Fally Ipupa a adopté ce mot pour définir son univers musical distinctif.
En décembre 2021, l'Unesco décide d'inclure la rumba congolaise dans la liste des éléments du patrimoine culturel immatériel de l’humanité. Elle rejoint dans cette liste la rumba cubaine, inscrite en 2016 et, pour l’Afrique centrale, les polyphonies pygmées de Centrafrique, inscrites en 2003 ou les tambours du Burundi inscrits en 2014,.

## Culture
Cette musique imprégnée dans la culture congolaise est riche par la diversité des thèmes inspirant les chansons. Trait d’union entre les deux États et leurs capitales Kinshasa et Brazzaville qui se font face sur chaque rive du fleuve Congo, la rumba congolaise a un impact qui dépasse le seul cadre musical. Impossible de la déconnecter des danses qui l’accompagnent et sans cesse se renouvellent, ou encore de son volet vestimentaire, porté à son paroxysme par les représentants de la Sape (Société des ambianceurs et des personnes élégantes) et son prince, le chanteur Papa Wemba. 
La rumba congolaise, chantée en lingala, va devenir le soukous et le ndombolo des quatrième et cinquième générations de la musique congolaise (JB Mpiana, Koffi Olomidé, Papa Wemba…) en y incorporant des influences locales et antillaises.

## Chanteurs et orchestres phares
- Youlou Mabiala
- Grand Kallé
- Aurlus Mabélé
- Franco
- Doudou Copa
- Roga-Roga
- Tresor Mvoula
- Tabu Ley
- TP OK Jazz
- Zaïko Langa Langa
- Papa Wemba
- Koffi Olomidé
- King Kester Emeneya
- Jean-Serge Essous
- JB Mpiana
- Werrason
- Ferre Gola
- Fally Ipupa
- Madilu System
- Édouard Nganga
- Michel Boyibanda
- Théo Blaise Kounkou
- Abeti Masikini
- Tshala Muana
- Mbilia Bel
- Simaro Lutumba
- Trio Madjesi
- Wendo Kolosoy
- Paul Kamba

## Protection
Depuis la date du 14 décembre 2021, la rumba congolaise fait désormais partie du patrimoine culturel immatériel de l'Organisation des Nations unies pour l'éducation, la science et la culture (UNESCO),.  